# Patricia Goldman Rakic

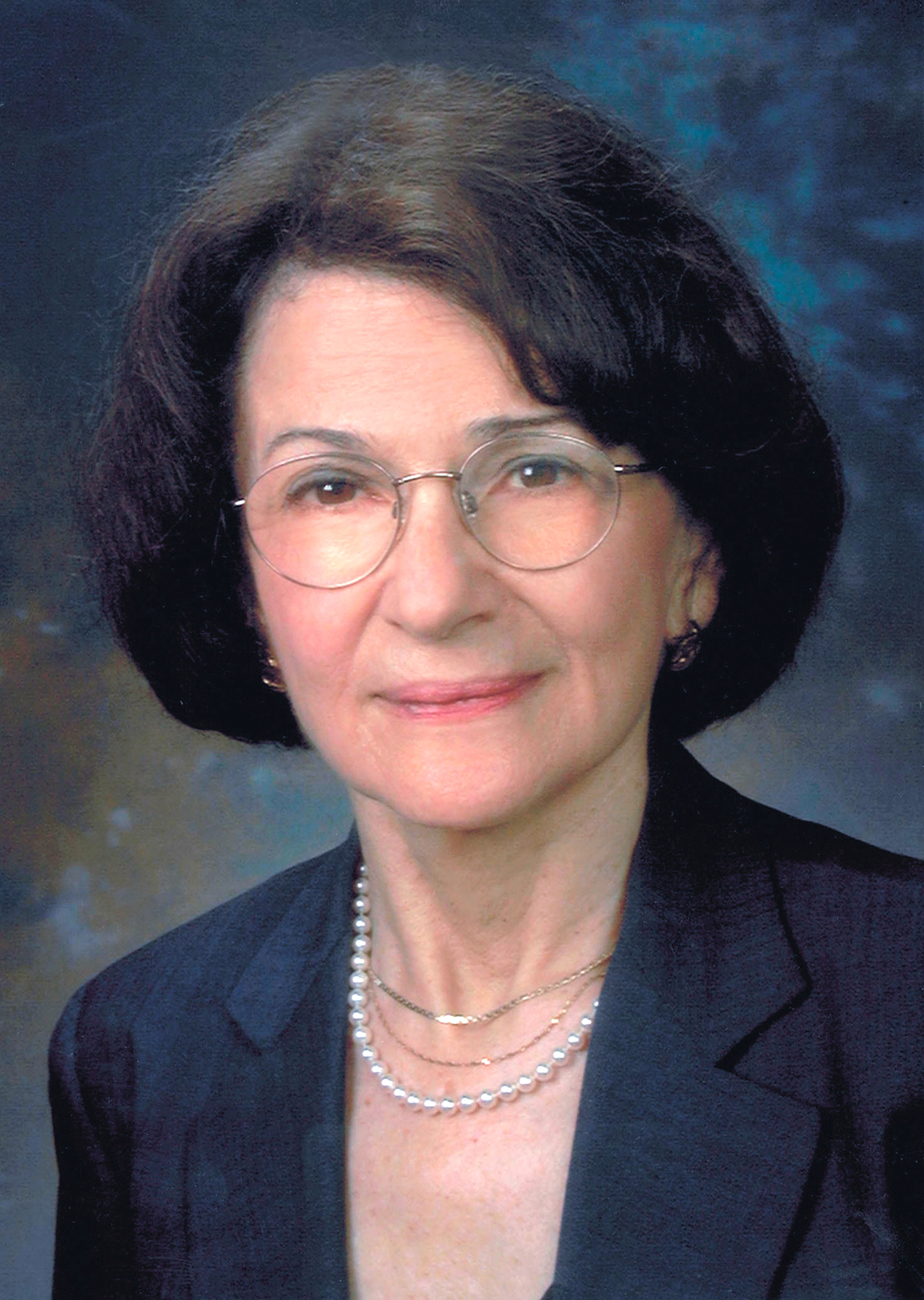
Patricia Goldman-Rakic

Patricia Goldman-Rakic (Salem (Massachusetts), 22 april 1937 – Hamden (Connecticut), 31 juli 2003) was  een Amerikaans hoogleraar in de neurobiologie.
Rakic was als neurowetenschapper werkzaam aan de Yale-universiteit, in het medisch centrum van Yale-New Haven. Goldman Rakic hield zich bezig met de neurale basis van het leervermogen, het geheugen en de rol die de prefrontale cortex hierbij speelt.
De Universiteit Utrecht kende Rakic in 2000 een eredoctoraat toe.